# آندریا نالینی
آندریا نالینی (انگلیسی: Andrea Nalini؛ زادهٔ ۲۰ ژوئن ۱۹۹۰) بازیکن فوتبال اهل ایتالیا است.
از باشگاه‌هایی که در آن بازی کرده‌است می‌توان به باشگاه فوتبال سالرنیتانا اشاره کرد.